# Tiếng Thượng Arrernte
Tiếng Arrernte hay Aranda (phát âm thổ ngữ Úc: [arəⁿɖə]), chính xác hơn là tiếng Thượng Arrernte, là một dãy phương ngữ được nói tại và quanh Alice Springs (Mparntwe trong tiếng Arrernte) tại Lãnh thổ Bắc Úc, Úc. Tên ngôn ngữ này đôi khi cũng được viết là Arunta hoặc Arrarnta.

## Các dạng

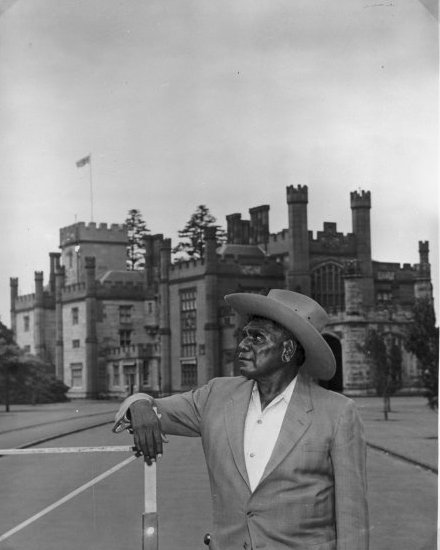
Họa sĩ người Arrernte Albert Namatjira.

Các dạng tiếng Thượng Arrernte được liệt kê dưới đây:
- Alyawarr (Alyawarra), được nói bởi người Alyawarre
- Anmatjirra (Anmatyerre)
- Antekerrepenhe (Andegerebinha)
- Ayerrerenge (Ayerreyenge)
- Đông Arrernte (Ikngerripenhe) và Trung Arrernte (Mparntwe Arrernte; đông của Alice Springs)
- Tây Arrernte (Akarre, Tyuretye Arrernte, Arrernte Alturlerenj; tây của Alice Springs)

Có những tranh luận giữa các nhà ngôn ngữ học và giữa chính những người Aranda, rằng liệu những dạng này là phương ngữ tiếng Arrernte, hay là những ngôn ngữ riêng biệt. Tuy vây, tiếng Hạ Arrernte rõ ràng là ngôn ngữ riêng biệt.

## Ngữ âm

### Phụ âm
|                  | Ngoại vi   | Ngoại vi | Ngoại vi | Lưỡi trước | Lưỡi trước | Lưỡi trước | Lưỡi trước |
| Phiến lưỡi       | Phiến lưỡi | Ngoại vi | Ngoại vi | Đầu lưỡi   | Đầu lưỡi   |            |            |
| Đôi môi          | Ngạc mềm   | Lưỡi gà  | Vòm      | Răng       | Chân răng  | Quặt lưỡi  |            |
| ---------------- | ---------- | -------- | -------- | ---------- | ---------- | ---------- | ---------- |
| Tắc              | p pʷ       | k kʷ     |          | c cʷ       | t̪ t̪ʷ       | t tʷ       | ʈ ʈʷ       |
| Mũi              | m mʷ       | ŋ ŋʷ     |          | ɲ ɲʷ       | n̪ n̪ʷ       | n nʷ       | ɳ ɳʷ       |
| Mũi tiền tắc     | ᵖm ᵖmʷ     | ᵏŋ ᵏŋʷ   |          | ᶜɲ ᶜɲʷ     | ᵗn̪ ᵗn̪ʷ     | ᵗn ᵗnʷ     | ᵗɳ ᵗɳʷ     |
| Tắc tiền mũi hóa | ᵐb ᵐbʷ     | ᵑɡ ᵑɡʷ   |          | ᶮɟ ᶮɟʷ     | ⁿd̪ ⁿd̪ʷ     | ⁿd ⁿdʷ     | ⁿɖ ⁿɖʷ     |
| Tiếp cận cạnh    |            |          |          | ʎ ʎʷ       | l̪ l̪ʷ       | l lʷ       | ɭ ɭʷ       |
| Tiếp cận         |            | ɰ~ʁ w    | ɰ~ʁ w    | j jʷ       |            |            | ɻ ɻʷ       |
| Vỗ               |            |          |          |            |            | ɾ ɾʷ       |            |

/ɰ~ʁ/ được mô tả là âm ngạc mềm ([ɰ]) bởi Breen & Dobson (2005), trong khi Henderson (2003) xem nó là âm lưỡi gà ([ʁ̞]).
Âm tắc không bật hơi. Âm tắc tiền mũi hóa đều hữu âm; âm mũi tiền tắc vô thanh khi tắc.

### Nguyên âm
|      | Trước | Giữa | Sau |
| ---- | ----- | ---- | --- |
| Đóng | (i)   |      | (u) |
| Vừa  |       | ə    |     |
| Mở   |       | a    |     |

Mọi phương ngữ hay dạng đều có /ə a/.

### Chính tả
Phép chính tả tiếng Arrernte không viết /ə/ đầu từ, và thêm e vào cuối mọi từ.
|                  | Ngoại vi   | Ngoại vi | Ngoại vi | Lưỡi trước | Lưỡi trước        | Lưỡi trước | Lưỡi trước |
| Phiến lưỡi       | Phiến lưỡi | Ngoại vi | Ngoại vi | Đầu lưỡi   | Đầu lưỡi          |            |            |
| Đôi môi          | Ngạc mềm   | Lưỡi gà  | Vòm      | Răng       | Chân răng         | Quặt lưỡi  |            |
| ---------------- | ---------- | -------- | -------- | ---------- | ----------------- | ---------- | ---------- |
| Tắc              | p pw       | k kw     |          | ty tyw     | th thw            | t tw       | rt rtw     |
| Mũi              | m mw       | ng ngw   |          | ny nyw     | nh nhw            | n nw       | rn rnw     |
| Mũi tiền tắc     | pm pmw     | kng kngw |          | tny tnyw   | tnh/thn tnhw/thnw | tn tnw     | rtn rtnw   |
| Tắc tiền mũi hóa | mp mpw     | ngk ngkw |          | nty ntyw   | nth nthw          | nt ntw     | rnt rntw   |
| Tiếp cận cạnh    |            |          |          | ly lyw     | lh lhw            | l lw       | rl rlw     |
| Tiếp cận         | w          | h        | h        | y yw       |                   |            | r rw       |
| Vỗ               |            |          |          |            |                   | rr rrw     |            |

|      | Trước  | Giữa | Sau    |
| ---- | ------ | ---- | ------ |
| Đóng | (i/ey) |      | (u/we) |
| Vừa  |        | e    |        |
| Đóng |        | a    |        |

## Ngữ pháp

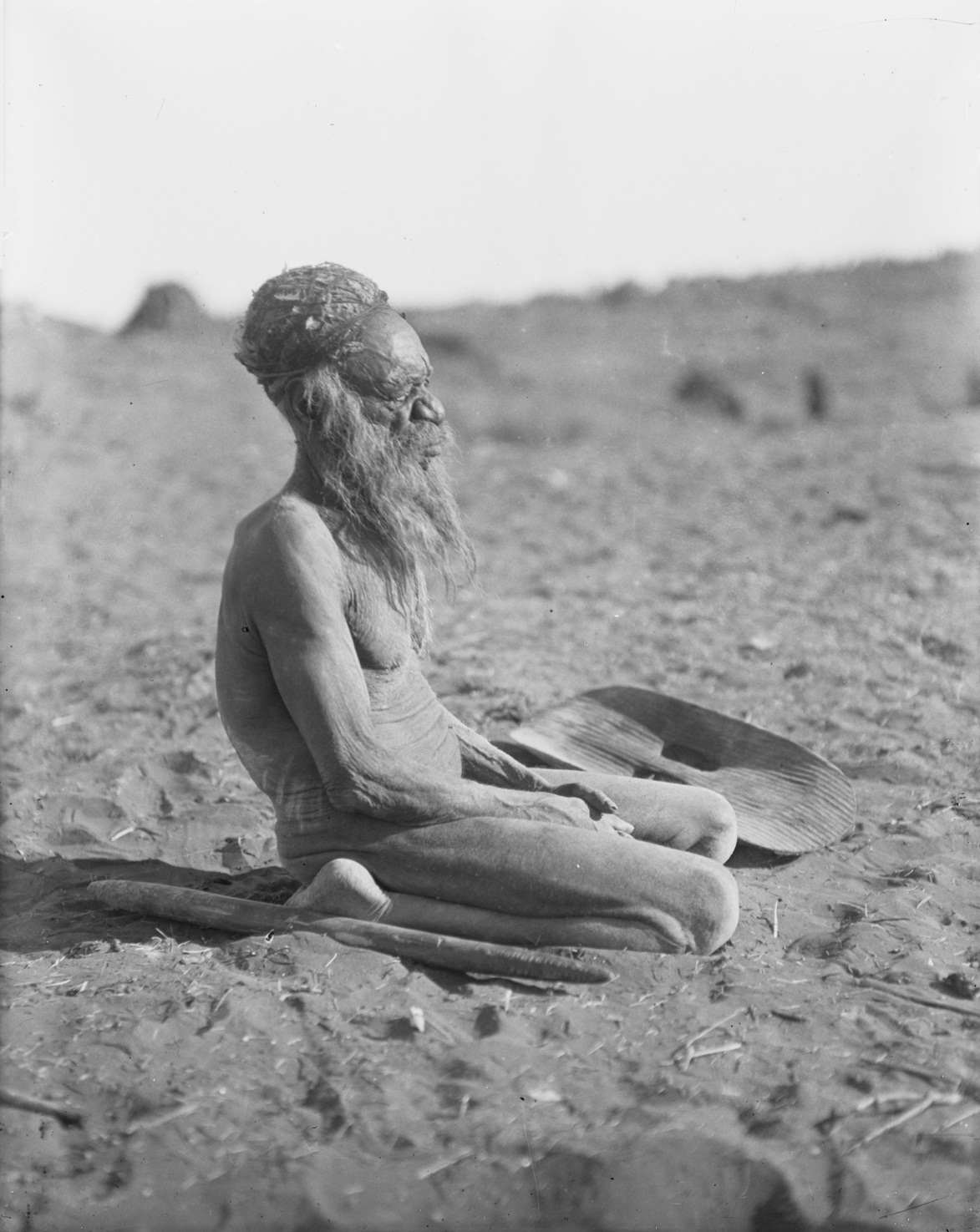
Một người Tây Arrernte, khoảng năm 1900.

Tiếng Arrernte có cấu trúc từ tương đối tự do nhưng thiên về SOV (chủ-tân-động).
| Hậu tố           | Hàm ý                    |
| ---------------- | ------------------------ |
| +aye             | nhấn mạnh                |
| +ewe             | nhấn mạnh hơn            |
| +eyewe           | nhánh mạnh hơn nữa       |
| +ke              | cho                      |
| +le              | đối tượng trong câu      |
| +le              | công cụ                  |
| +le              | vị trí                   |
| +le-arlenge      | cùng, với                |
| +nge             | từ                       |
| -akerte          | có                       |
| -arenye          | từ (nguồn gốc), liên kết |
| -arteke          | tương tự                 |
| -atheke          | về phía                  |
| -iperre, -ipenhe | theo, từ                 |
| -kenhe           | thuộc về                 |
| -ketye           | vì (hậu quả xấu)         |
| -kwenye          | không có, thiếu          |
| -mpele           | theo cách, qua           |
| -ntyele          | từ                       |
| -werne           | đến                      |
| +ke              | quá khứ                  |
| +lhe             | phản thân                |
| +me              | hiện tại                 |
| +rre/+irre       | đảo                      |
| +tyale           | phủ định cầu khiến       |
| +tye-akenhe      | phủ định                 |
| +tyeke           | mục tiêu hay dự định     |
| +tyenhe          | tương lai                |
| Ø                | cầu khiến                |

### Đại từ
| Ngôi | Số    | Chủ ngữ     | Tân ngữ                        | Cách nhận      | Sở hữu            |
| ---- | ----- | ----------- | ------------------------------ | -------------- | ----------------- |
| 1    | Ít    | ayenge/the  | ayenge/ayenhe                  | atyenge        | atyenhe/atyinhe   |
| 1    | Đôi   | ilerne      | ilernenhe                      | ilerneke       | ilernekenhe       |
| 1    | Nhiều | anwerne     | anwernenhe                     | anwerneke      | anwernekenhe      |
| 2    | Ít    | unte        | ngenhe                         | ngkwenge       | ngkwinhe          |
| 2    | Đôi   | mpwele      | mpwelenhe                      | mpweleke       | mpwelekenhe       |
| 2    | Nhiều | arrantherre | arrenhantherre                 | arrekantherre  | arrekantherrenhe  |
| 3    | Ít    | re          | renhe                          | ikwere         | ikwerenhe         |
| 3    | Đôi   | re-atherre  | renhe-atherre renhe-atherrenhe | ikwere-atherre | ikwere-atherrenhe |
| 3    | Nhiều | itne        | itnenhe                        | itneke         | itnekenhe         |

Những phần cơ thể chỉ cần đại từ phi sở hữu, dù những người nói còn trẻ thường vẫn cho cách sở hữu vào (e.g. akaperte ayenge hay akaperte atyinhe 'đầu tôi').

## Ngôn ngữ
Tiếng Arrernte có một hệ thống ngôn ngữ ký hiệu phát triển.

## Trong trường học và xã hội

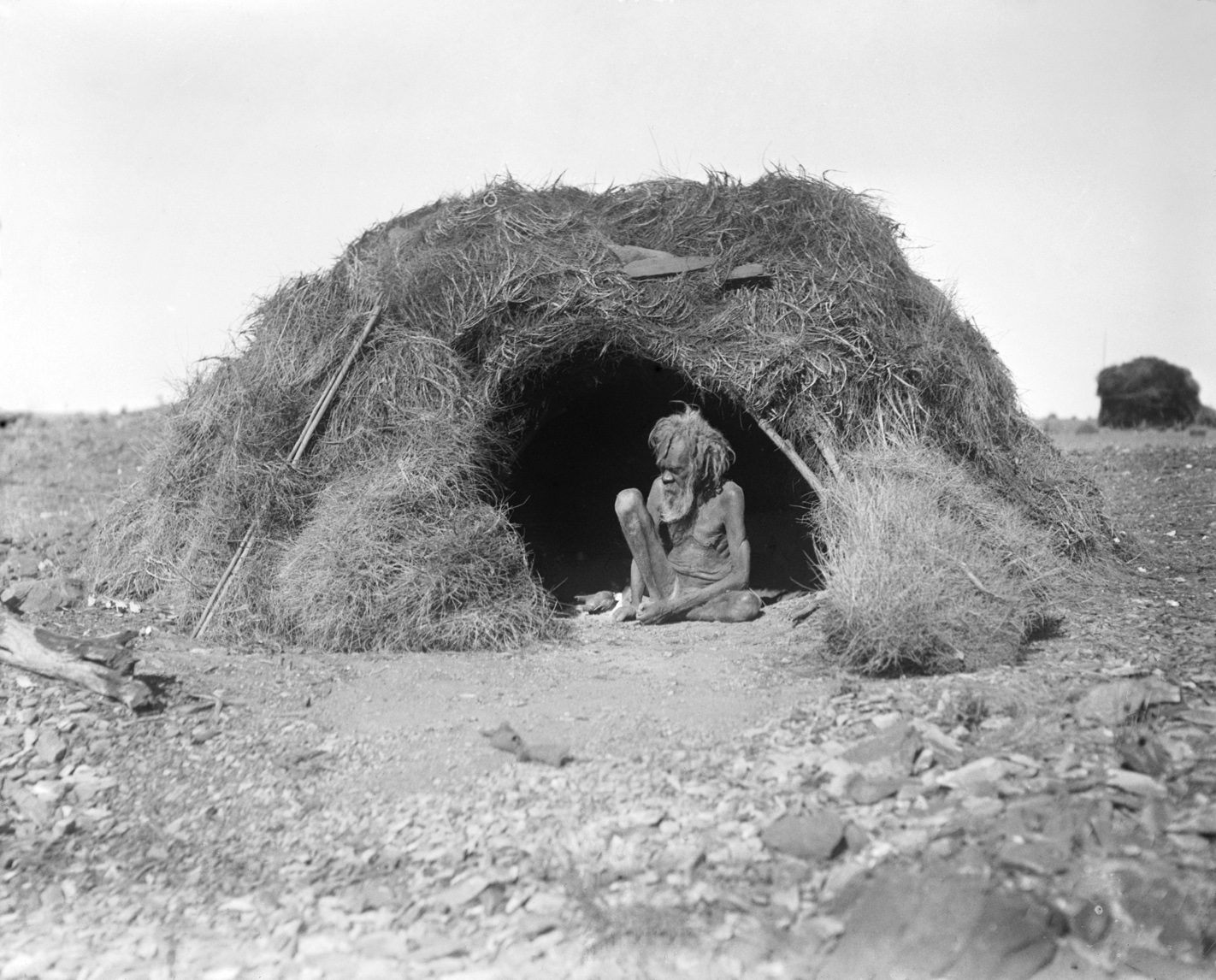
Lều của người Arrernte, Arltunga, Lãnh thổ Bắc Úc; tháng 8 năm 1920.

Trong hầu hết trường tiểu học tại Alice Springs, học sinh (bất kể sắc tộc) được dạy tiếng Arrernte như một môn học bắt buộc, song song với tiếng Pháp hoặc tiếng Indonesia. Thêm vào đó, trường trung học Alice Springs cho phép học sinh chọn học môn tiếng Arrernte, ngôn ngữ này cũng được dạy tại Đại học Centralian.
Nhiều nơi làm việc ở Alice Springs cũng yêu cầu người xin việc biết ít nhất là tiếng Arrernte cơ bản để có thể giao tiếp hiệu quả với người Arrernte bản địa.

## Ví dụ
| Tiếng Arrernte                        | Tiếng                        |
| ------------------------------------- | ---------------------------- |
| werte ware                            | Có gì không? Không có gì.    |
| Unte mwerre? Ye, ayenge mwerre        | Bạn ổn không? Vâng, tôi ổn.  |
| Urreke aretyenhenge Kele aretyenhenge | Gặp lại sau. OK, hẹn gặp lại |